# 定刻
| ウィキペディアには「定刻」という見出しの百科事典記事はありません（タイトルに「定刻」を含むページの一覧/「定刻」で始まるページの一覧）。 代わりにウィクショナリーのページ「定刻」が役に立つかもしれません。 |